# Planegg
Planegg – miejscowość i gmina w Niemczech, w kraju związkowym Bawaria, w rejencji Górna Bawaria, w regionie Monachium, w powiecie Monachium. Leży około 12 km na południowy zachód od centrum Monachium, przy linii kolejowej Monachium – Garmisch-Partenkirchen – Innsbruck.

## Demografia
Dane o ludności z 31 grudnia 2008:
| Opis                                | Ogółem | Ogółem | Kobiety | Kobiety | Mężczyźni | Mężczyźni |
| ----------------------------------- | ------ | ------ | ------- | ------- | --------- | --------- |
| Jednostka                           | osób   | %      | osób    | %       | osób      | %         |
| Populacja                           | 10 588 | 100    | 5519    | 52,13   | 5069      | 47,87     |
| Wiek przedprodukcyjny (0–17 lat)    | 1794   | 16,94  | 888     | 8,39    | 906       | 8,56      |
| Wiek produkcyjny (18–65 lat)        | 6442   | 60,84  | 3316    | 31,32   | 3126      | 29,52     |
| Wiek poprodukcyjny (powyżej 65 lat) | 2352   | 22,21  | 1315    | 12,42   | 1037      | 9,79      |

## Polityka
Wójtem gminy jest Annemarie Detsch z SPD, wcześniej urząd ten pełnił Dieter Friedmann, rada gminy składa się z osób.
|      | CSU | SPD | FW | Zieloni/ödp/UBG21 | FDP | DBPM | FW/DBPM | Razem |
| 2008 | 8   | 8   | -  | 3                 | 2   | -    | 3       | 24    |
| 2002 | 8   | 9   | 3  | 2                 | 1   | 1    | -       | 24    |

## Współpraca
Miejscowości partnerskie:
- Bärenstein, Saksonia od 1992
- Didcot, Wielka Brytania od 2012
- Klausen, Włochy od 2006
- Meylan, Francja od 1987